# Italienische Cricket-Nationalmannschaft
Die italienische Cricket-Nationalmannschaft (italienisch Nazionale maschile di cricket dell’Italia), deren Spieler auch unter den Spitznamen „Azzurri“ (deutsch die Himmelblauen) bekannt sind, vertritt Italien auf internationaler Ebene in der Sportart Cricket. Das Team wird von der Federazione Cricket Italiana (F.CR.I.) geleitet und ist seit 1995 assoziiertes Mitglied im International Cricket Council. Damit gehört es zur zweiten Reihe der Nationalmannschaften und gilt, hinter den Vollmitgliedern England und Irland sowie den assoziierten Mitgliedern Niederlande und Schottland, traditionellerweise als eine der stärkeren Nationalmannschaften Europas. Italien verfügt seit 2019, wie alle ICC-Mitglieder, über vollen T20I-Status. Der bisher größte Erfolg ist die Qualifikation zum T20 World Cup (2026).

## Geschichte

### Anfänge des Crickets in Italien
Die früheste Erwähnung von Cricket in Italien datiert aus dem Jahr 1793, als die Matrosen von Horatio Nelson während eines Aufenthaltes im Hafen von Neapel Cricket spielten. 1811 wurde ebenfalls in Neapel der erste Cricketverein gegründet. Dieser Klub wurde von Oberst Maceroni gegründet, um den vielen Einwanderern, Militärs und Zivilisten, einen Zeitvertreib zu bieten.
Britische Seeleute, die den Hafen von Genua anliefen, machten das im Vereinigten Königreich längst etablierte Cricket um 1890 erstmals auch in Italien bekannt. Schon früh stand es jedoch eindeutig im Schatten von Fußball und fristete ein Nischendasein. Es ist davon auszugehen, dass die Briten anfangs noch weitgehend unter sich blieben. Sie gründeten mehrere Cricket- und Fußballklubs, darunter 1893 den ersten italienischen Genoa Cricket and Football Club als Genoa Cricket & Athletic Club und 1899 AC Mailand als Mailänder Fußball- und Cricketklub (Milan Cricket and Football Club). Diese Vereine gaben jedoch das Cricket auf und konzentrierten sich auf Fußball. Mit dem Aufstieg des Faschismus und der gleichzeitigen Abnahme von Einwanderern in Italien in den 1920er und 1930er Jahren nahm die Beliebtheit von Cricket jedoch ab und es verschwand fast vollständig.
Nach dem Zweiten Weltkrieg wurde das italienische Cricket wiederbelebt. Dies führte in den 1960er Jahren zur Gründung mehrerer neuer Cricketvereine. In diesem Jahrzehnt erlebte das Cricket in Rom eine Blütezeit auf einer erstrangigen Pitch, die von der Villa Doria Pamphilj aus auf die Kuppel des Petersdoms blickte. Die Botschaften Australiens und des Vereinigten Königreiches, die Ernährungs- und Landwirtschaftsorganisation der Vereinten Nationen, die Commonwealth War Graves Commission, das Päpstliche Englische Kolleg und das Päpstliche Beda-Kolleg wetteiferten alle mit ihren Mannschaften um die römische Ashes, bis die Villa in den 1970er Jahren in einen öffentlichen Park umgewandelt wurde. 1964 legte Australien auf seiner Ashes Tour nach England einen Zwischenhalt für ein Spiel in Rom ein.
Als das Cricket in Rom auf anderen Pitches fortgesetzt wurde, gründeten 1980 vier Spieler der Villa Doria Pamphilj-Pitch den Doria Pamphili Cricket Club: der italienisch-sri-lankische Francis Alphonsus Jayarajah, der italienisch-indische Massimo da Costa, der Australier Desmond O’Grady und der Syrer Issam Kahale. Im gleichen Zeitraum wurde auch in Norditalien Cricket gespielt. 1972 gründete sich der Milan Cricket Club und 1981 folgte der Euratom Cricket Club.

### Erste Jahre der Nationalmannschaft
Am 26. November 1980 erfolgte im Rom die Gründung der Federazione Cricket Italiana (F.CR.I.) als Associazione Italiana Cricket, 1984 wurde der italienische Verband als Partnermitglied (affiliate member) in die International Cricket Conference (heute International Cricket Council, ICC) aufgenommen und 1995 zum assoziierten Mitglied befördert. 1983 wurde erstmals die italienische Cricketmeisterschaft ausgetragen. Francis Alphonsus Jayarajah war sowohl an der Gründung des nationalen Verbandes beteiligt als auch erster Mannschaftskapitän der Italiener. Er war der erste farbige Kapitän einer italienischen Nationalmannschaft überhaupt.
Die italienische Mannschaft absolvierte ihr erstes dokumentiertes Spiel während ihrer ersten Tour 1984 in das Vereinigte Königreich, auf der sie im August eine Woche Cricket gegen örtliche Londoner Cricketvereine spielten, die mit einer Niederlage gegen den Enfield Cricket Club begann, sie jedoch mit ihrem ersten Sieg im letzten Spiel über den North Middlesex Cricket Club abschlossen. 1989 besuchten die Italiener für ihr erstes Länderspiel Dänemark, in dem die Dänen 438 Runs erzielten und das Eintagesspiel mit 409 Runs gewannen. Das erste internationale Turnier, an dem Italien teilnahm, war der European Cricketer Cup in England 1992. Ein Jahr später nahm die Mannschaft am European Nations Cup teil und der Marylebone Cricket Club (MCC) besuchte Italien. 1995 erzielten die Italiener in einem Zweitagesspiel in Argentinien ein Remis und gewannen das Eintagesspiel mit fünf Wickets. Im selben Jahr empfingen sie Israel und gewannen beide Eintagesspiele.
Nach Jahren der Spiele gegen Nachbarländer wie Frankreich und Deutschland nahm Italien 1996 an der ersten Europameisterschaft in Dänemark teil und erreichte nach einem Sieg im Play-off über Israel den siebenten Platz. Im selben Jahr besuchte die Mannschaft Namibia, unterlag jedoch im Dreitagesspiel mit einem Innings und verlor auch beide Eintagesspiele. 1997 erhielt der Verband mit der Aufnahme als assoziiertes Mitglied in das Comitato Olimpico Nazionale Italiano (CONI) seinen heutigen Namen Federazione Cricket Italiana und im selben Jahr trat der Verband dem Kontinentalverband European Cricket Council (ECC) bei. Für das damals noch ICC Trophy genannte Qualifikationsturnier für den Cricket World Cup war Italien, nachdem es 1995 assoziiertes Mitglied (associate member) des ICC geworden war, erstmals 1997 in Malaysia startberechtigt. Die Italiener zeigten jedoch eine schlechte Leistung und teilten sich unter 22 Teilnehmern den letzten Platz mit Israel. Die Europameisterschaft im darauffolgenden Jahr beendeten sie auf dem sechsten Platz, nachdem ihnen im Play-off gegen England XI einer der größten Überraschungssiege der Cricketgeschichte gelungen war. Ebenfalls 1998 besuchte der MCC Italien.
1999 nahm Italien in Gibraltar zusammen mit dem Gastgeber, Frankreich und Israel am Quadrangular Tournament teil. Sie gewannen das Turnier mit einem Finalsieg über Gibraltar. Im darauffolgenden Jahr belegten sie in der Division One der Europameisterschaft den fünften Platz und sollten damit an der ICC Trophy 2001 teilnehmen, dem Qualifikationsturnier zum Cricket World Cup 2003, zogen sich jedoch in letzter Minute vom Turnier zurück nach einem Disput über die Spielberechtigung von vier Spielern, die zwar von Geburt her die italienische Staatsbürgerschaft besaßen, jedoch nicht in Italien wohnhaft waren. Der Streit wurde ein Jahr später vom ICC beigelegt, nachdem der Weltverband die Staatsbürgerschaft als Spielberechtigung für Nationalmannschaften anerkannt hatte.
In der Division One der Europameisterschaft 2002 erreichte Italien den sechsten Platz, wodurch sie in die Division Two abstiegen, die sie 2004 prompt gewannen. Damit qualifizierten die Italiener sich für die Repechage der ICC Trophy 2005 im Frühjahr des Jahres in Kuala Lumpur, Malaysia, die Teil der Qualifikation zum Cricket World Cup 2007 war. Diese schlossen sie nach einem Sieg über Sambia im Play-off auf dem siebenten Platz ab.
In der Division One der Europameisterschaft 2006 erreichten sie den fünften Platz. Im Mai–Juni 2007 besuchte die Mannschaft Darwin für die Division Three der World Cricket League, die zur Qualifikation zum Cricket World Cup 2011 gehörte. Diese beendeten sie nach einem Sieg über Fidschi im Play-off auf den siebenten Platz, womit sie in die Division Four der World Cricket League abstiegen, in der sie Dritter wurden und damit für die World Cricket League 2009–14 in der World Cricket League Division Four 2010 verblieben. Diese wurde in der Region Emilia-Romagna ausgetragen und die Gastgeber erreichten das Finale, das sie jedoch mit acht Wickets gegen die Vereinigten Staaten verloren. Damit stiegen die Italiener in die World Cricket League Division Three 2011 auf, in der sie den vierten Platz erreichten und damit in der World Cricket League Division Three 2013 verblieben. Die Mannschaft hatte die Chance, sich für den Cricket World Cup 2015 zu qualifizieren, wenn sie die World Cricket League Division Three 2013 unter den zwei besten Plätzen abschlössen und danach beim Cricket World Cup Qualifier 2014 dasselbe Ergebnis erreichten. Italien begann das Turnier vielversprechend mit Siegen über Oman (mit neun Wickets) und die Vereinigten Staaten (mit acht Runs), worauf jedoch Niederlagen folgten, erst knapp gegen Irland (mit zwei Wickets) und danach deutlicher gegen Kenia (mit sieben Wickets). Nachdem sie beim Turnier auf den letzten Platz gelandet waren und das Play-off um den fünften Platz gegen Oman verloren hatten, stiegen sie in die Division Four 2014 der World Cricket League 2012–18 ab.
Im März 2012 nahmen die Italiener in den Vereinigten Arabischen Emiraten am World Twenty20 Qualifier 2012 für die World Twenty20 2012 teil, damals ihre höchste internationale Turnierteilnahme. Nach Siegen über Oman, die Vereinigten Staaten und Uganda erreichten sie das Play-off um den neunten Platz, unterlagen jedoch Kenia. Ein Jahr später schlossen sie die World Twenty20 Qualifier 2013 für die World Twenty20 2014 auf dem neunten Platz ab nach Siegen über die Vereinigten Staaten sowie die höherrangigen Gegner Vereinigten Arabischen Emirate und Namibia im Play-off um den neunten Platz.
In der Division Four 2014 erreichte die Mannschaft das Play-off um den dritten Platz, unterlag jedoch Dänemark, womit sie in der Division Four 2016 verblieb. Diese beendete sie auf dem sechsten Platz, womit sie den Cricket World Cup 2019 versäumte und in die Division Five 2017 der World Cricket League 2017–19 abstieg. In der Division Five erreichten die Italiener das Halbfinale, unterlagen aber Vanuatu und das anschließende Play-off um den dritten Platz verloren sie gegen Katar. Damit stieg die Mannschaft in die Division Five ab, die später in die Cricket World Cup Challenge League 2019–2022 umgewandelt wurde. Diese war einer der Qualifikationswege zum Cricket World Cup 2023.

### Erste Weltmeisterschaftsteilnahme
Im April 2018 gewährte der Weltverband ICC allen seinen Mitgliedern vollen T20I-Status. Demzufolge werden alle T20I-Matches zwischen Italien und anderen ICC-Mitgliedern seit dem 1. Januar 2019 als volle T20I anerkannt. Im September 2018 qualifizierte sich Italien in der Gruppe B für das europäische Regionsfinale zum T20 World Cup 2021. Am 25. Mai 2019 bestritt Italien sein erstes T20I-Match in Utrecht im Rahmen einer Serie von zwei Spielen gegen Deutschland, das es mit sieben Wickets gewann. Nachdem es das zweite Spiel mit sechs Wickets gewonnen hatte, entschied es die Serie mit 2–0 für sich. Diese Matches dienten auch als Vorbereitung auf die regionalen Finals der ICC World T20 Europaqualifikation 2018–19 im Juni 2019. Bei dieser Europaqualifikation in Guernsey verpasste Italien jedoch nach zwei Siegen und drei Niederlagen den T20 World Cup Qualifier 2019 für den T20 World Cup 2021.
In der ICC T20 World Cup Europaqualifikation 2021 verpasste Italien aufgrund einer schlechteren Net Run Rate gegenüber Deutschland mit dem dritten Platz das Qualifikationsturnier für den T20 World Cup 2022. In der Spain Tri-Nation Series 2022–23 mit Deutschland und dem Gastgeber belegte Italien nach nur einem Sieg den letzten Platz. Ab August 2019 nahmen die Italiener an der Cricket World Cup Challenge League 2019–2022 teil, in der sie den fünften Platz erreichten und damit im Cricket World Cup Challenge League Play-off 2024 um einen Platz in der Cricket World Cup Challenge League 2024–2026 spielten, der Vorqualifikation zum Cricket World Cup Qualifier 2026 des Cricket World Cup 2027, was ihnen gelang.
2023 wurde berichtet, dass Italien die Strategie verfolgte, wonach professionelle Cricketspieler aus Australien und England rekrutiert wurden, um im europäischen Regionsfinale 2022–23 für den T20 World Cup 2024 zu spielen. Die Rekruten besitzen zwar italienische Pässe und erfüllen die ICC-Vorschriften für die Vertretung des Landes, haben aber möglicherweise nur schwache direkte Verbindungen zu Italien. Unter diesen Spielern sind der in Südafrika geborene Wayne Madsen sowie die in Australien geborenen Spencer Johnson und Ben Manenti. All diese Spieler qualifizierten sich aufgrund ihrer italienischen Wurzeln für die Nationalmannschaft. In der Qualifikation zum T20 World Cup 2024 traf Italien auf die beiden etablierten Cricketnationen Irland und Schottland, aber auch auf andere aufstrebende Teams wie Dänemark, Deutschland, Jersey und Österreich. Dabei wurden zwei Startplätze für das Endturnier ausgespielt. Ihnen gelang jedoch nicht die Qualifikation für die Endrunde, nachdem sich die beiden Favoriten Irland und Schottland die europäischen Startplätze gesichert hatten.
Nach der Aufnahme von Cricket in das Wettkampfprogramm der Olympischen Spiele 2028 in Los Angeles wurde die Federazione Cricket Italiana am 11. Juli 2024 zum Vollmitglied des Comitato Olimpico Nazionale Italiano erhoben. Bereits einen Monat zuvor war Italien erstmals Gastgeber eines Qualifikationsturnieres und richtete den europäischen Qualifier A für den T20 World Cup 2026 in Rom aus. Dort erreichte der Gastgeber unbesiegt das Finale, in dem ein deutlicher Sieg über Rumänien gelang (mit 160 Runs), nachdem Joe Burns das erste Century für Italien in einem T20I erzielt hatte. Damit erreichte die Mannschaft den Europa-Qualifikation 2025. Beim Qualifikationsturnier in den Niederlanden bezwangen die Italiener Guernsey, während das Spiel gegen Jersey aufgrund Regens abgesagt werden musste, woraufhin ihnen ein überraschender Sieg über Schottland gelang, womit sie sich für den T20 World Cup 2026 und damit erstmals für eine Weltmeisterschaft qualifizierten. Zum italienischen Trainergespann gehören erfahrene frühere internationale Cricketspieler wie Irlands Kevin O’Brien, Kanadas John Davison und Schottlands Dougie Brown, die alle drei beim Cricket World Cup 2007 für ihre jeweilige Nationalmannschaft spielten.

## Organisation

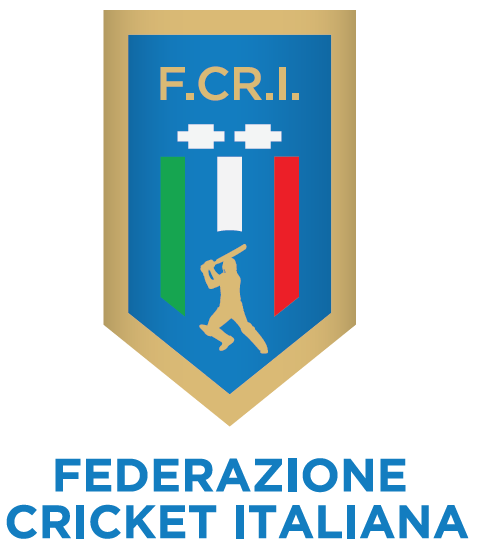
Cricket-Logo Italiens

Die Federazione Cricket Italiana (F.CR.I.) wurde am 26. November 1980 in Rom als Associazione Italiana Cricket gegründet. Sie ist verantwortlich für die Organisation des Cricket in Italien. Seit 1995 vertritt sie Italien beim Weltverband International Cricket Council (ICC) als assoziiertes Mitglied. Die F.CR.I. war außerdem 1997 Gründungsmitglied des europäischen Kontinentalverbandes European Cricket Council (ECC). Mit der Aufnahme als assoziiertes Mitglied in das Comitato Olimpico Nazionale Italiano (CONI) im selben Jahr erhielt der Verband seinen heutigen Namen. Seit 2024 ist der Verband Vollmitglied des Comitato Olimpico Nazionale Italiano.
Die F.CR.I. stellt die Nationalmannschaften, einschließlich der für die Männer, Frauen und Jugend, zusammen. Außerdem ist der Verband verantwortlich für die Durchführung von T20I-Serien gegen andere Nationalmannschaften sowie die Organisation von Heimspielen und -turnieren. Neben der Aufstellung des Teams ist er verantwortlich für den Kartenverkauf, der Gewinnung von Sponsoren und der Vermarktung der Medienrechte.
Kinder und Jugendliche werden bereits in der Schule an den Cricketsport herangeführt und je nach Interesse und Talent beginnt dann die Ausbildung.

## Trikot, Logo und Spitzname
Die italienische Mannschaft spielt nicht in den Farben der Nationalflagge, sondern in Blau, der Farbe der ehemaligen königlichen Familie Savoyen, die unter anderem das Königreich Italien regierte. Der Spitzname der Mannschaft, gli Azzurri („die Himmelblauen“), ist somit wie bei den Fußball- und Rugby-Union-Nationalmannschaften von der Trikotfarbe abgeleitet.
Vor jedem Länderspiel der italienischen Nationalmannschaft wird Il Canto degli Italiani (italienisch: „Das Lied der Italiener“), die italienische Nationalhymne, gespielt. In Italien ist die Hymne auch bekannt als L’inno di Mameli („Mameli-Hymne“), benannt nach dem Autor des Textes, Goffredo Mameli.
Das Logo besteht aus einem Wicket in den Nationalfarben (grün, weiß und rot) mit einem Batter davor.

## Stadien
Italien verfügt über kein offizielles Heimstadion für seine Nationalmannschaft, sondern bestreitet seine Heimspiele in verschiedenen Stadien Italiens. Die italienische Mannschaft hat bisher auf heimischen Boden drei Stadien für die Austragung von Heimspielen genutzt:
| Nr. | Stadion                  | Stadt   | Erstaustragung |
| --- | ------------------------ | ------- | -------------- |
| 1   | Roma Cricket Ground      | Rom     | 9. August 2021 |
| 2   | Jesselton Cricket Ground | Jesolo  | unbekannt      |
| 3   | Simar Cricket Ground     | Palermo | 9. Juni 2024   |

## Spieler

### Spielerstatistiken
Insgesamt haben für Italien 45 Spieler T20Is gespielt. Im Folgenden sind die Spieler aufgeführt, die für die italienische Mannschaft die meisten Runs und Wickets erzielt haben.

#### Runs
| T20I                 | T20I       | T20I  | T20I |
| Spieler              | Zeitraum   | T20Is | Runs |
| -------------------- | ---------- | ----- | ---- |
| Marcus Campopiano    | 2022–heute | 22    | 463  |
| Grant Stewart        | 2021–heute | 17    | 429  |
| Joy Perera           | 2019–2022  | 18    | 367  |
| Justin Mosca         | 2022–heute | 17    | 364  |
| Anthony Mosca        | 2022–heute | 15    | 364  |
| Stand: 11. Juli 2025 |            |       |      |

#### Wickets
| T20I                  | T20I       | T20I  | T20I    |
| Spieler               | Zeitraum   | T20Is | Wickets |
| --------------------- | ---------- | ----- | ------- |
| Harry Manenti         | 2022–heute | 18    | 34      |
| Jaspreet Singh        | 2019–heute | 24    | 21      |
| Gareth Berg           | 2021–2024  | 19    | 20      |
| Crishan Kalugamage    | 2022–heute | 15    | 16      |
| Stefano di Bartolomeo | 2023–2024  | 07    | 13      |
| Stand: 11. Juli 2025  |            |       |         |

### Mannschaftskapitäne
Bisher haben insgesamt sechs Spieler als Kapitän für Italien bei einem T20I fungiert.
| T20Is | T20Is               | T20Is      |
| Nr.   | Name                | Zeitraum   |
| ----- | ------------------- | ---------- |
| 1     | Gayashan Munasinghe | 2019       |
| 2     | Gareth Berg         | 2021–2024  |
| 3     | Gian-Piero Meade    | 2022       |
| 4     | Harry Manenti       | 2022       |
| 5     | Marcus Campopiano   | 2022–2024  |
| 6     | Joe Burns           | 2025–heute |

## Bilanz
Eine Übersicht über die bei international anerkannten Spielen (Test, ODI, T20I) erzielten Länderspielbilanzen. Da Italien bisher keine Berechtigung für das Austragen von Tests und ODIs besitzt und erst 2019 durch den ICC, wie jede Nationalmannschaft, das Recht erhielt, T20I auszutragen, beinhaltet diese Übersicht bis auf Weiteres ausschließlich das Format T20I.
|                                      | T20I |    |    |   |    |                  |                  |
| Gegner                               | S    | G  | V  | U | NR | Erstes Spiel     | Erster Sieg      |
| Dänemark                             | 5    | 3  | 1  | 0 | 1  | 18. Juni 2019    | 15. Oktober 2021 |
| Deutschland                          | 8    | 5  | 3  | 0 | 0  | 25. Mai 2019     | 25. Mai 2019     |
| Finnland                             | 1    | 1  | 0  | 0 | 0  | 13. Juli 2022    | 13. Juli 2022    |
| Frankreich                           | 1    | 1  | 0  | 0 | 0  | 10. Juni 2024    | 10. Juni 2024    |
| Griechenland                         | 1    | 1  | 0  | 0 | 0  | 12. Juli 2022    | 12. Juli 2022    |
| Guernsey                             | 2    | 2  | 0  | 0 | 0  | 16. Juni 2019    | 16. Juni 2019    |
| Irland                               | 1    | 0  | 1  | 0 | 0  | 20. Juli 2023    | –                |
| Isle of Man                          | 2    | 2  | 0  | 0 | 0  | 19. Juli 2022    | 19. Juli 2022    |
| Jersey                               | 4    | 1  | 3  | 0 | 0  | 19. Juni 2019    | 23. Juli 2023    |
| Kroatien                             | 1    | 1  | 0  | 0 | 0  | 16. Juli 2022    | 16. Juli 2022    |
| Luxemburg                            | 1    | 1  | 0  | 0 | 0  | 9. Juni 2024     | 9. Juni 2024     |
| Niederlande                          | 1    | 0  | 1  | 0 | 0  | 11. Juli 2025    | –                |
| Norwegen                             | 1    | 1  | 0  | 0 | 0  | 15. Juni 2019    | 15. Juni 2019    |
| Rumänien                             | 1    | 1  | 0  | 0 | 0  | 16. Juni 2024    | 16. Juni 2024    |
| Schottland                           | 2    | 1  | 1  | 0 | 0  | 24. Juli 2023    | 9. Juli 2025     |
| Schweden                             | 1    | 1  | 0  | 0 | 0  | 15. Juli 2022    | 15. Juli 2022    |
| Spanien                              | 2    | 1  | 1  | 0 | 0  | 5. November 2022 | 6. November 2022 |
| Türkei                               | 1    | 1  | 0  | 0 | 0  | 13. Juni 2024    | 13. Juni 2024    |
| Gesamt                               | 36   | 24 | 11 | 0 | 1  | 25. Mai 2019     | 25. Mai 2019     |
| Letzte Aktualisierung: 11. Juli 2025 |      |    |    |   |    |                  |                  |

## Internationale Turniere

### Cricket World Cup
- 1975: kein ICC-Mitglied
- 1979: kein ICC-Mitglied
- 1983: kein ICC-Mitglied
- 1987: nicht startberechtigt (da affiliate member)
- 1992: nicht startberechtigt (da affiliate member)
- 1996: nicht startberechtigt (da affiliate member)
- 1999: nicht qualifiziert (Qualifikation)
- 2003: nicht qualifiziert (Qualifikation)
- 2007: nicht qualifiziert
- 2011: nicht qualifiziert
- 2015: nicht qualifiziert
- 2019: nicht qualifiziert
- 2023: nicht qualifiziert
- 2027: noch ausstehend
- 2031: noch ausstehend

### Champions Trophy
- 1998: nicht qualifiziert
- 2000: nicht qualifiziert
- 2002: nicht qualifiziert
- 2004: nicht qualifiziert
- 2006: nicht qualifiziert
- 2009: nicht qualifiziert
- 2013: nicht qualifiziert
- 2017: nicht qualifiziert
- 2025: nicht qualifiziert
- 2029: noch ausstehend

### T20 World Cup
- 2007: nicht qualifiziert
- 2009: nicht qualifiziert
- 2010: nicht qualifiziert
- 2012: nicht qualifiziert (Qualifikation)
- 2014: nicht qualifiziert (Qualifikation)
- 2016: nicht qualifiziert
- 2021: nicht qualifiziert (Vorqualifikation)
- 2022: nicht qualifiziert
- 2024: nicht qualifiziert
- 2026: qualifiziert (Qualifikation)
- 2028: noch ausstehend
- 2030: noch ausstehend

### Europameisterschaft
- 1996: 7. Platz[62]
- 1998: 6. Platz[16]
- 2000: 5. Platz[20]
- 2002: 6. Platz[22]
- 2004: nicht teilgenommen
- 2006: 5. Platz[25]
- 2008: 5. Platz[63]
- 2010: 6. Platz[64]
- 2011: 2. Platz[65]
- 2013: Sieger[66]
- 2015: 3. Platz